# Завичајно одељење Библиотеке Бора Станковић у Врању
Завичајно одељење Библиотеке Бора Станковић у Врању је посебан фонд најстарије установе културе у овом граду, у којем се чувају старе и ретке књиге, монографске публикације завичајних писаца, знаменитих Врањанаца и друга библиотечка грађа о Врању и околини. Располаже са више од 3.800 књига и других публикација и драгоцен је извор информација о Врању. Централно место у овом фонду заузимају књижевна дела Боре Станковића, најпознатијег Врањанца, али и других значајних завичајних писаца.

## Историја
Систематско организовање Завичајног одељења Библиотеке Бора Станковић у Врању почело је 1971. године, али се двадесетак година одвијало без адекватних просторија за чување грађе. Од 1992. године, до када је прикупљена грађа била смештена у две веће витрине, Завичајно одељење добија своју просторију у посебном крилу Новог дома културе у Врању. Реализацијом пројекта „Библиотека за будуће генерације”, уз помоћ Министарства културе Републике Србије, ово одељење је 2019. године пресељено у нову просторију од 30 квадрата, у којој функционише и данас. 
У оквиру овог пројекта набављена је специјална опрема за смештај и заштиту завичајне грађе, али и рачунарска опрема за дигитализацију. О континуитету у раду сведочи податак да је фонд овог одељење врањска библиотека у 2023. години обогатила са 163 књиге и 5 компакт-дискова, од чега је највећи део прибављен поклоном (133 јединице), а остатак куповином, откупом, али и са два властита каталошка издања.

## О одељењу
Збирку Завичајног одељења чини 3.865 књига, монографских публикација и друге библиотечке грађе. У оквиру ње преовлађују дела знаменитих завичајних писаца који су дали трајни допринос развоју Врања, али и српске културе и науке. Ту је пре свих књижевник Бора Станковић, један од најпознатијих српских реалиста и најцењенијих писаца. На полицама овог одељења налазе се и дела оца Јустина Поповића, оксфордског ђака и дипломца Теолошког факултета у Атини, др Ђорђа Тасића, правног теоретичара и некадашњег декана Првног
факултета у Београду, др Милана Влајинца који је својевремено докторирао пољопривреду у Халеу и био професор и декан Пољопривредног факултета у Београду, др Јована Хаџи-Васиљевића, историчара и етнографа чија су дела сведок једног времена и као таква незаобилазна у проучавању Врања, Старе Јужне Србије и Македоније, проф. др Момчила Златановића, чувеног лексикографа, етнографа и универзитетског професора, аутора „Речника говора југа Србије”.
Чине га и књижевна и публицистичка дела великана Врања и знаменитих Врањанаца, савремених завичајних писаца, монографије врањских села и радови стручњака и истраживача врањске културе и традиције. Библитека у оквиру овог одељења чува и поклоњене збирке, али и откупљене, попут оне о др Јовану Хаџи-Васиљевићу, преузете од чувене врањске породице Влајинац, која је резултирала објављивањем монографске публикације „Др Јован Хаџи-Васиљевић - знаменити Врањанац”. Ту је и више стотина сепарата, зборника и „Врањских гласника”, велики број фабричких и школских листова. У Завичајном одељењу чувају се часописи, каталози, брошуре, билтени, водичи, флајери, позивнице, програми који прате реализацију разних књижевних манифестација и програма на подручју Врања.
Вредност Завичајног одељења и његове збирке није толико у броју дела, колико у њиховој садржини. Ово одељење има огроман значај за прикупљање, чување и презентацију докумената о завичају, знаменитим догађајима и људима врањског краја. Са набавком нове компјутерске опреме 2019. године започет је процес дигитализације материјала који се у оквиру овог одељења прикупља годинама, пре свега ретких књига, рукописа, фотографија и других материјала у дигиталном облику, плаката, постера, с циљем да се они базично потхране и буду доступни свима на једном месту ради коришћења, изучавања, истраживања итд.

## Фонд визуелне грађе
Фонд визуелне грађе обухвата прикупљене фотографије, плакате, каталоге, географске карте, аудио и видео записе и све остало што сведочи о историји, култури и традицији Врања и околине.

## Галерија
- Улаз у просторију Завичајног одељења Библиотеке Бора Станковић
- Књиге Борисава Станковића у Завичајном одељењу
- Сабрана дела завичајног писца проф. др Момчила Златановића у полицама Завичајног одељења
- Други број Врањског гласника на полицама Завичајног одељења
- Монографија о завичајном писцу др Јовану Хаџи-Васиљевићу из пера врањских библиотекарки Мирјане Томашевић и Сање Бундало
- У Завичајном одељењу је велики број публикација знаменитих Врањанаца
- Отварање нове просторије Завичајног одељења у јуну 2019. године
- Детаљ са отварања нових просторија Завичајног одељења у јуну 2019. године